# Театрон
Малый драматический театр «Театрон» — театр в Екатеринбурге, первый частный театр города (1987).

## История театра
Малый драматический театр «Театрон» организован в Екатеринбурге в октябре 1987 года Игорем Турышевым. Первый спектакль — «Под одной крышей» Л. Разумовской. Репертуар составляют спектакли по произведениям классиков и современных драматургов.
В 1998 году «Театрон» выезжал на гастроли в Германию, в 2004 году — в Польшу.
За свою историю театр играл на разных площадках города, в 2000-е годы на улице Розы Люксембург, с августа 2016 года — улица Мамина-Сибиряка, 85—Б, а с сентября 2018 года — улица Пушкина, 12 (Дом Писателей), ныне — проспект Ленина, 38а/13 (вход с ул. Карла Либкнехта).
Художественный руководитель театра — заслуженный деятель искусств РФ И. Г. Турышев.
В театральных кругах поговаривают о высокой текучести кадров в коллективе, а также о сложностях с выплатами авторских гонораров.

## Участие в фестивалях
- 1990 — лауреат Международного фестиваля в Тольятти («Розенкранц и Гильденстерн мертвы» Т. Стоппарда)[1]
- 1991 — гран-при Всесоюзного фестиваля в Омске («Враг народа» А. Галича)[1]
- 1994 — фестиваль «Россия молодая» («Праздник драконов» Л. Митилиа)[1]
- 2000 — фестиваль «Реальный театр» в Екатеринбурге
- 2000 — диплом V Международного фестиваля «Театр без границ» в Магнитогорскe — «За лучший острохарактерный рисунок роли»[1]
- 2001 — специальная премия жюри конкурса и фестиваля «Браво! — 2000» — «За гармоничный актёрский дуэт» в спектакле «Мириам и всё такое…» О. Юрьева[1]
- 2002 — гран-при Международного фестиваля «Молодые театры России» в Омске («Свидание про любовь» В. Бабенко)[1]
- 2003—2004 — дипломант фестивалей «Новая драма» (Москва, 2003, Санкт-Петербург, 2004)[10]
- 2004 — Лучшая характерная роль конкурса и фестиваля «Браво! — 2003» — Сергею Колесову за роль Прищепы в спектакле «Клаустрофобия» К. Костенко[11]

## Репертуар для взрослых
- 1987 — «Под одной крышей» Л. Разумовской
- «Вы слышите голос» А. Соколова
- «Утренняя жертва» В. Малягина
- 1991 — «Враг народа» А. Галича
- «На дне» М. Горького, режиссёр Д. Кошкин
- «Точка зрения» В. Шукшина
- «Эквус» П. Шеффера
- «Гамлет наоборот» Т. Стоппарда
- «Последняя женщина сеньора Хуана» Л. Жуховицкого
- «Собачий вальс» Л. Андреевa
- 2000 — «Мириам и все такое…» О. Юрьева, режиссёр А. Ушатинский
- 2000 — «Правила игры» А. Ушатинского
- «Белая Африка»  А. Ушатинского
- «Люди, львы, орлы и куропатки» по А. Чехову, реж. Д. Кошкин
- «Розенкранц и Гильденстерн мертвы» Т. Стоппарда, реж. И. Турышев
- 2002 — «33 счастья» О. Богаева
- 2003 — «Клаустрофобия» К. Костенко, реж. Н. Коляда
- 2003 — «Пиковая дама» А. Пушкина, реж. В. Борисенко
- 2003 — «Чёрное молоко» В. Сигарева
- «Фёдор Достоевский»
- «Накануне зимы»
- «Селестина» Н. Коляды, реж. Н. Коляда
- «Ромео и Джульетта» У. Шекспира, реж. Н. Коляда
- «Дембельский поезд» А. Архипова, реж. Н. Коляда
- 2005 — «Дядя Ваня» А. Чехова
- «Мы едем, едем, едем в далёкие края…» Н. Коляды
- «Осторожно — женщины» А. Курейчика
- «Валентинов день» И. Вырыпаева
- 2006 — GrenDEL «Косить от армии»
- 2006 — «Вилы» С. Калужанова, реж. И. Турышев[12]
- 2006 — «Война молдаван за картонную коробку» А. Родионова, реж. А. Архипов[12]
- 2007 — «Девичник» Л. Каннингем
- «Чморик» В. Жеребцова
- «Ты успокой меня» В. Цыганова, реж. И. Турышев
- «Мой голубой друг» Е. Ковалёвой
- 2008 — «Кроткая» Ф. Достоевского
- 2009 — «Звёзды падают — к ветру» по повести Н. Гоголя «Старосветские помещики»
- «Женщины на грани нервного срыва» А. Курейчика
- «Весь Ш-Ш-Шекспир…»  Д. Бориссона, А. Лонга, Д. Сингера
- 2014 — «Фанатки» Родиона Белецкого
- 2015 — «Как я стал…» Я. Пулинович
- «Матросская тишина» А. Галича
- 2015 — «Левая грудь Афродиты» Ю. Полякова
- «Тихий шорох уходящих шагов» Д. Богославского
- «Гагарин, я вас любила…» по пьесе А. Соколовой «Фантазии Фарятьева»
- «Вокзал на троих» И. Балобко
- 2017 — «PERSONA» И. Бергмана
- 2017 — «Второй выстрел» Р. Тома
- 2017 — «Давай ты всё-таки будешь…» М. Фрая
- 2017 — «Загадочное ночное убийство собаки» М. Хэддона
- «Мужчинам вход воспрещён» Э. Куезге
- «Моя жена — Тиран…» И. Андреева
- «Иванов» А. Чехова
- «Мы непременно встретимся с тобой» Э.-Э. Шмитта
- «Хочу купить вашего мужа» М. Задорнова
- «Парфюмер — история одного убийцы», инсценировка В. Сигарева по роману П. Зюскинда
- «Коллекционер» Дж. Фаулза
- 2018 — «#Хочу в школу» Е. Пастернак и А. Жвалевского
- 2018 — «Притяжение женщины» Н. Фостера
- 2019 — «Гвоздь» К. Дюранга
- 2019 — «МарЛени» Т. Дорна
- 2019 — «Позови меня в даль светлую…» В. Шукшина
- 2019 — «Счастье моё» А. Червинского
- 2020 — «Чайка» А. Чехова

Проект «Балет мерцающих стариков»
- «Запомни этот миг»
- «Бумажный балет»

## Критика
«Мириам и всё такое»

…режиссёр и актёр, в сущности, дописал пьесу зеркальной серией эпизодов, связанных уже не с героиней, а с героем. Дуэт актёров (сам Андрей Ушатинский и Татьяна Бунькова), преображаясь от сцены к сцене, блестяще разыгрывает тему: живой человек — и социум дыбом. Узнаваемость и трансформация актёра — драматически содержательная категория спектакля. Человек живуч, но не беспределен, в отличие от взбесившегося социума. Ушатинскому не откажешь и в собственно литературной одаренности — но спектакль потерял драматургическую цельность: симметрия ослабила драматический нерв всей вещи.
— Надежда Таршис, «Петербургский театральный журнал» № 4 2001
«Дядя Ваня»

В спектакле у Вафли (Сергей Фёдоров) в руках вместо гитары – игрушечная шарманка. На сцене всё просто, для гитары там места нет, сегодня она выглядела бы вульгарно, а вот шарманка точно передаёт дух спектакля, в её коротком и едком скрежете слышится: «перестаньте», «это страшно», «так нельзя», «тише», «не надо» – так звучит шарманка, и так говорят глаза Вафли. В некоторые моменты смотришь только на него, на его глаза и улыбку, и в них читается та же тоска и усталость.
— Мария Ямковая, «Театральный сезон» № 1 2005
«Девичник»

Красивые тела. В «Девичнике» Турышева они действительно красивы, исполнены грации, пластики и, главное, ничем не стеснены. Казалось, даже границами сцены. Как бы подруги ни хихикали, ни издевались друг над дружкой, выглядели все они живописно эротично, каждая — по-своему. <…> К тому же девичник — это ведь женский праздник, некое — пусть на короткий срок — «бабье царство», куда мужчинам вход запрещён, хотя все разговоры участниц посвящены, в основном, именно им. О мужиках можно было говорить все, поскольку все женские разговоры в «Девичнике» были абсолютно свободны от цензуры (собственно, это и есть основа внутреннего сюжета «Девичника»).
— Игорь Турбанов, «Театральный сезон» № 6 2007

## Труппа театра
- Астаева Нина — с 2015
- Афанасьев Сергей — с 2018
- Бабарина Екатерина — с 2010
- Бахарев Руслан — с 2015
- Васильев Евгений — с 2016
- Гаренских Наталья — с 2018
- Генш Лидия — с 2014
- Гладков Максим — с 2014
- Глухова Анастасия — с 2012
- Дерябин Дмитрий — с 2019
- Компаниец Иван — с 2018
- Константинов Павел — с 2018
- Крылова Татьяна — с 2019
- Лазебников Михаил — с 2018
- Литвинова Ольга — с 2017
- Медведев Александр — с 2014
- Меньщикова Анжелика — с 2015
- Правдин Иван — с 2017
- Селезнёв Юрий — с 2012
- Телегина Валерия — с 2018
- Тетерина Лариса — с 2015
- Трошина Людмила — с 2003
- Хомяков Василий — с 2018

В театре играли
- Бунькова Татьяна (2008—2015)
- Дерюшева Светлана (2015—2016)
- Димидкин Олег (2014—2016)
- Колесов Сергей (1989—2004)
- Кузьмин Владислав — с 2014 года
- Лифанов Григорий (1989—1999)
- Нечаев Александр (2014—2018)
- Пепелев Павел (1995—2006)
- Платонов Леонид (1989—2005)
- Рычкова Ксения (2013—2018)
- Сидоркин Алексей (2014—2018)
- Ушатинский Андрей (1988—2001)
- Фёдоров Сергей (1989—2005)
- Шиповалов Денис (2006— ?)